# Moonbin
Moonbin (vlastním jménem Mun Pin neboli Moon Bin, korejsky 문빈; 26. ledna 1998, Čchongdžu, Jižní Korea – 19. dubna 2023, Soul, tamtéž) byl jihokorejský K-popový zpěvák, člen chlapecké skupiny Astro.

## Život
Šoubyznysu se Moonbin věnoval už od dětství, když pracoval jako herec nebo model. V roce 2016 debutoval se šestičlennou skupinou Astro, která postupně vydala tři alba. Jeho sestra Moon Sua je členkou skupiny Billlie.
Ve středu 19. dubna 2023 byl nalezen mrtev ve svém bytě v Soulu. Objevil ho jeho manažer, příčina smrti není jasná, nicméně média spekulovala o sebevraždě.